# Bronwen Booth
Pour les articles homonymes, voir Booth et Bronwen.
Bronwen Booth, née le 21 février 1964 à Londres (Royaume-Uni), est une actrice britannique.

## Filmographie
- 1985 : The Blue Man (téléfilm) de George Mihalka : Isis
- 1968 : On ne vit qu'une fois ("One Life to Live") (série télévisée) : Detective Andrea 'Andy' Harrison Gutherie Vega #1 (1989-1991)
- 1996 : Snowboard Academy : Snowbunny
- 1997 : For Hire : Faye Lawrence
- 1997 : L'Appel de la forêt (téléfilm) de Peter Svatek : Mercedes
- 1998 : Une fille aux commandes (Airspeed) : Andrea Prescott
- 1998 : L'Odyssée du pôle nord (Glory & Honor) (téléfilm) : Josephine Peary
- 1999 : Kayla de Nicholas Kendall : Althea Robinson
- 1999 : Babel de Gérard Pullicino : Mathilde
- 2000 : Jackie Bouvier Kennedy Onassis (téléfilm) de David Burton Morris : Lee Bouvier
- 2004 : Pacte avec le Diable (Dorian) d'Allan A. Goldstein : Trina
- 2008 : La Messagère (A Near Death Experience) (téléfilm) de Don Terry : Taylor Nicholson